# Bogusława Olechnowicz
Bogusława Olechnowicz-Dzierżak (née le 22 novembre 1962 à Słupsk) est une judoka polonaise.

## Carrière
Elle entre dans le club de Gryf Słupsk en 1978. Sept fois championne de Pologne, elle s'illustre surtout aux championnats d'Europe qu'elle gagne trois fois (en 1985, 1987 et 1992). Elle rapporte la médaille de bronze des Championnats du monde de judo 1987, l'année prochaine elle remporte le bronze aux Jeux olympiques d'été de 1988. Elle prend part aux Jeux olympiques d'été de 1992.

## Retraite sportive
Après avoir terminé sa carrière, elle s'engage dans la police municipale, ensuite elle complète ses études et devient enseignante à l'école de police de Słupsk.

## Palmarès

### Jeux Olympiques
- Médaille de bronze lors des Jeux olympiques de 1988 à Séoul (Corée du Sud) : (le judo féminin était alors un sport démonstration)

### Championnats du Monde
- Médaille de Bronze lors des Championnats du Monde 1987 à Essen (République fédérale d'Allemagne)

### Championnats d'Europe
- Médaille d'Or lors des Championnats d'Europe 1985 à Landskrona (Suède).
- Médaille d'Or lors des Championnats d'Europe 1987 à Paris (France).
- Médaille d'Or lors des Championnats d'Europe 1992 à Paris (France).

### Championnats de Pologne
- Médaille d'Or aux Championnats de Pologne 1981, 1985, 1986, 1987 et 1988 (−61 kg)
- Médaille d'Or aux Championnats de Pologne 1985 et 1988 (toutes catégories)
- Médaille d'Argent aux Championnats de Pologne 1986 (toutes catégories)
- Médaille d'Argent aux Championnats de Pologne 1992 (−61 kg)
- Médaille de Bronze aux Championnats de Pologne 1982, 1984, 1991 et 1994 (−61 kg)
- Médaille de Bronze aux Championnats de Pologne 1987 (toutes catégories)